# Kuilsé
Kuilsé, anciennement appelée Centre-Nord, est l’une des 17 régions administratives du Burkina Faso, selon le découpage territorial révisé adopté le 2 juillet 2025.

## Histoire
La région a été administrativement créée le 2 juillet 2001, en même temps que 12 autres.
Avant le 2 juillet 2025, la région est connue sous le nom de Centre-Nord. Elle prend officiellement le nom de la région des Kuilsé dans le cadre d’une réforme administrative visant à valoriser des dénominations à caractère endogène.
Le nom Kuilsé signifie "cours d'eau" en langue mooré. Cette appellation fait référence aux nombreux cours d'eau présents dans la région, notamment le fleuve Nakanbé ainsi que les lacs Bam, Dem et Sian.

## Situation
Le chef-lieu de la région, Kaya est situé à environ 100 km de la capitale Ouagadougou sur la Route Nationale no 3.
La Région est limitée au Nord par la région du  Liptako, au Sud par les Régions de Oubri et du Nakambé, à l’Est par la Région du Goulmou  et à l’Ouest par la Région du Yaadga .
|        | Liptako |         |
| Yaadga | Kuilsé  | Goulmu  |
| Djôrô  | Oubri   | Nakambé |

## Provinces
La région Centre-Nord comprend 3 provinces :
- le Bam,
- le Namentenga,
- le Sanmatenga.

## Démographie
Population :
- 1 058 305 habitants en 2002.
- 1 416 895 habitants en 2012.

## Administration
Conformément à la loi 040/98/AN du 3 août 1998 fixant l’organisation et le découpage du territoire en circonscriptions administratives et en collectivités territoriales, la région est, administrativement, subdivisée en trois (03) provinces, vingt-huit (28) départements et neuf-cent vingt-quatre (924 villages) 
Le chef-lieu de la région est établi à Kaya.
Depuis mai 2019, la région est dirigée par le gouverneur Casimir B SEGUEDA. Les provinces sont dirigées par des Hauts-Commissaires et les départements par des Préfets. Les responsables administratifs (Gouverneur, hauts-commissaires et préfets) sont nommés par le gouvernement.

## Région, collectivité territoriale
À la faveur de la communalisation intégrale du territoire, le Burkina Faso a été subdivisé en collectivités territoriales : la région et la commune. Les collectivités jouissent d’un transfert de compétences et sont dirigées par des représentants élus des populations locales (les conseils municipaux et les conseils régionaux).
La collectivité région des Kuilsé est composée de 28 communes. Le conseil régional des Kuilsé compte 56 conseillers à raison de 2 conseillers représentant chacune des communes de la région. On y dénombre seulement 8 femmes soit 14 % contre 86 % pour les hommes. Dans les postes de responsabilité, un seul est occupé par une femme contre 5 pour les hommes soit un taux de 17 %.
L’actuel Conseil régional mis en place le 20 juin 2016 à la suite des élections municipales du 21 mai 2016 est présidé par monsieur Adama Sawadogo. Il est le quatrième président de l’institution régionale après madame Nandy Somé/Diallo, gouverneure de la région, nommée présidente de la délégation spéciale régionale à la suite de la dissolution des collectivités le 17 novembre 2015 dans des circonstances de crise sociopolitique intervenue au Burkina Faso.
Le premier président du Conseil Régional fut monsieur André Léopold Ouedraogo (2006-2013). Monsieur Tangandé Émile Ima lui succéda le 2013 jusqu’à la dissolution des collectivités territoriales le 17 novembre 2015.

### Les domaines de compétence
La loi portant code général des collectivités territoriales consacre onze domaines de compétences aux collectivités, qui doivent faire l’objet d’un transfert par le niveau central. Le transfert des compétences s’accompagnant d’un transfert des ressources financières, matérielles et humaines.
À l’instar des 12 autres collectivités régions et contrairement aux collectivités communales, la région des Kuilsé n’a bénéficié du transfert effectif des compétences qu’en juillet 2014 par décret ministériel portant transfert des compétences à la région. Le transfert des ressources étant encore attendu. Ainsi, la région a désormais compétence sur 10 domaines à savoir :
1. Le foncier ;
2. L’aménagement du territoire, la gestion du domaine foncier et l’urbanisme ;
3. L’environnement et la gestion des ressources naturelles ;
4. Le développement économique et la planification ;
5. La santé et l’hygiène ;
6. L’éducation, la formation professionnelle et l’alphabétisation ;
7. La culture, les sports et les loisirs ;
8. La protection civile, l’assistance et les secours ;
9. L’eau et l’électricité ;
10. Les marchés, abattoirs et foires.

### Le Plan Régional de Développement
Afin de mieux jouer son rôle régalien d’espace de planification et de coordination des actions de développement socio-économique de la région, le conseil régional s’est doté d’un référentiel. Le Plan Régional de Développement (PRD) 2015-2019, élaboré de façon participative avec l’ensemble des couches socioprofessionnelles et les acteurs au développement, a été bâti sur quatre axes stratégiques à savoir :
1. - Renforcement des secteurs de production;
2. - Développement des secteurs de soutien à la production;
3. - Développement du capital humain et protection sociale;
4. - Renforcement de la gouvernance locale et de la participation citoyenne.

Le Conseil Régional entend arrimer ce référentiel de développement à la nouvelle politique nationale ; le Plan National de Développement Économique et Social (PNDES).

### Les symboles de la région
1. Une carte de la région du Centre-Nord symbolise l’appartenance à une même entité territoriale. Le contour rouge signifie l’intégrité et le dynamisme de ces vaillantes populations.
2. Des bras symbolisent la synergie d’action des forces vives, des corps constitués et de l’ensemble des acteurs au développement venant des quatre horizons pour porter haut les richesses économiques et culturelles de la région du Centre-Nord.
3. Une calebasse symbolise l’hospitalité légendaire, caractéristique des populations de la région. Elle contient les potentialités et opportunités économiques et culturelles.
4. Les couleurs nationales marquent l’attachement à la mère patrie, le Burkina Faso.
5. Une devise « Solidarité – Travail – Progrès » est un cri d’appel à la participation citoyenne pour le développement humain durable.

- · Solidarité : Appel à la fraternité et à la synergie d’actions des acteurs au développement afin de relever les défis qui s’offrent à eux.
- · Travail : Appel au travail bien fait et à la participation citoyenne, conditions essentielles pour l’épanouissement véritable de l’individu et des populations.
- · Progrès : la région aspire à un développement humain durable. Elle y parviendra grâce à l’unité d’actions, dans un sens élevé de patriotisme de ses filles et fils autour des partenaires au développement.

En somme, les armoiries signifient que le développement socio-économique auquel aspire la région des Kuilsé passe nécessairement par l’union d’actions de tous les acteurs du développement dans la Solidarité, le Travail et le Progrès.

### Vision de la région collectivité du Centre-Nord
« Faire du Centre-Nord une région d’autosuffisance alimentaire dont la population est épanouie, promotrice de ses valeurs culturelles et qui accroit durablement sa contribution à la création de richesses au plan national à l’horizon 2025 ».

### Objectif de la région collectivité du Centre-Nord
« Promouvoir un développement économique et social durable de la région »

## Jumelages et accords de coopération
La coopération décentralisée est le maillon faible de la Région des Kuilsé. Le Conseil Régional s'atèle à ré-dynamisée la coopération Sud-Sud avec les régions de Thiès au Sénégal, de Koumassi au Ghana et de San Pedro en république de Côte d'Ivoire et à nouer des relations Nord-Sud.